# Сенин, Филипп Васильевич
Филипп Васильевич Сенин (14 ноября 1907 — 9 января 1993) — старшина роты танкового батальона 65-й танковой бригады 11-го танкового корпуса , 1-й гвардейской танковой армии, 1-й Белорусский фронт, старшина — на момент представления к награждению орденом Славы 1-й степени.

## Биография
Родился 14 ноября 1907 года на хуторе Малахов (ныне — в Серафимовичском районе Волгоградской области).
В 1929—1930 годах проходил срочную службу в Красной Армии. В июле 1941 года был вновь призван в армию. На фронте с февраля 1942 года. Участвовал в освобождении городов Нелидово, Погорелое Городище, Торжок, Белый, Ржев, Великие Луки.
21 августа 1944 года старшина Сенин Филипп Васильевич награждён орденом Славы 3-й степени. 25 марта 1945 года награждён орденом Славы 2-й степени.
16-20 апреля в боях на подступах к городу Берлину уничтожил 2 танка, штурмовое орудие, 4 полевых и 3 противотанковых орудия, минометную батарею и много живой силы. 19 апреля при атаке опорного пункта в 10 км западнее города Зелов Германия экипаж Сенин вывел из строя дзот, 3 пулеметные точки и закрыл танковой броней амбразуру дота, мешавшего продвижению стрелков.
Указом Президиума Верховного Совета СССР от 15 мая 1946 года за образцовое выполнение заданий командования старшина Сенин Филипп Васильевич награждён орденом Славы 1-й степени. Стал полным кавалером ордена Славы.
В 1946 году был демобилизован. Жил в городе Горловка Донецкой области. Скончался 9 января 1993 года.